# آي كارلي
آي كارلي (بالإنجليزية: iCarly)‏ هو مسلسل سيت كوم كوميدي موجه للمراهقين، عرض على شبكة نكلودين بداية من 8 سبتمبر 2007 وحتى 23 نوفمبر 2012. تم إنتاج المسلسل من قبل دان شنايدر، ويركز المسلسل على حياة المراهقة كارلي شاي، التي تقدم برنامجها الخاص على الإنترنت بها بعنوان آي كارلي مع أصدقائها المقربين «سام باكيت» و«فريدي بنسون».
العمل يأتي من بطولة ميراندا كوسجروف بدور كارلي، جينيت مكوردي بدور سام، وناثان كريس بدور فريدي، وجيري ترينور بدور سبنسر، ونواه مونك بدور غيبي. تم تصوير العمل في استوديوهات نكلوديون في Sunset (الموسم 1-5) حتى انتقل لِاستوديوهات KTLA (الموسم 6-7) في هوليوود، كاليفورنيا. رشح المسلسل خمس مرات لنيل جائزة إيمي لأفضل برنامج للأطفال.
تأتي تسمية جميع الحلقات عن طريق مزج الحرف اللاتيني i مع اسم الحلقة، ويرمز الحرف للكلمة الإنجليزية Internet والتي تعني الأنترنت رمزا لمحتوى المسلسل. روجت نكلودين عن بعض الحلقات مثل "iDo"، و"iHire an Idiot"، و"iPity the Nevel" وغيرهم كحلقات خاصة رغم كونهم حلقات عادية. عرضت الحلقة الأخيرة "iGoodbye" يوم 23 نوفمبر 2012.

## الحبكة
«عاشت كارلي شاي حياة عادية جداً في سياتل... إلى أن أنشأت مع أصدقاء لها موقعهم الإلكتروني الخاص. حين حقق موقع آي كارلي نجاحاً فورياً أصبح على كارلي وأصدقاءها أن يوازنوا بين نجاحهم الجديد مع مشكلات الحياة العادية مثل الانسجام في المدرسة الثانوية والتعامل مع حالات الإعجاب القوي واتخاذ القرار بشأن النكهة التي سيشترونها من متجر غروفي سموذي. في ظل وجود والديها خارج البلاد اعتمدت كارلي على مساعدة أعز صديق لها وهو زميلها في بطولة الفيلم سام باكيت وعلى صديقها القديم المنتج الفني فريدي بنسون وشقيقها الأكبر سناً والغريب الأطوار وحارسها سبنسر لتحافظ على سير الأمور كما يجب. تشاجر سام وفريدي المتواصل وعادات فريد الغريبة شكلت مواداً مهمة في القصة ولكن هل هي كافية لتصوير حلقة جديدة كل أسبوع؟»

## القصة
يحكى المسلسل عن كارلي شاي فتاة تبلغ من العمر 13 عاماً، تعيش مع شقيقها البالغ من فالعمر 26 عاماً في غرفة العلية لأحد الفنانين في سيتل. حياتها كانت عادية حتى أنشأت مع صديقيها سام وفريدي برنامجاً أسموه
آي كارلي (بالإنجليزية: iCarly)‏. وقد بدأت الفكرة عندما طلبت المعلمة منهم تسجيل أغنية لادائها خلال برنامج للمواهب، ورفضت طلب العديد من الطلاب الراغبين بالمشاركة في المسابقة. لذلك قام الأصدقاء باختراع برنامج يظهر المواهب الغريبة للأطفال وقد لا قا البرنامج اعجابا وخصوصا من قبل المراهقين والموقع الخاص بالبرنامج هوiCARLY.com. في بعض البرامج حاولوا تحطيم الرقم القياسي لاطول برنامج على الهواء لكنهم فشلوا إلا أن اخاها سبنسر اخترع أكبر آله تحتوي على ادوات لا نحتاجها وسجل هو والجميع في موسوعة جينيس.

## الطاقم

### الشخصيات الرئيسية
- كارلي شاي (ميراندا كوسجروف) هي مقدمة برنامجها الإلكتروني الخاص آي كارلي بصحبة أعز رفيقاتها سام باكيت وفريدي بنسون.
- فريدي بنسون (ناثان كريس) هو جار كارلي المهووس بالتكنولوجيا وصديق كارلي شاي وسام بكيت المقرب. فريدي هو أيضًا المعد التكنلوجي لبرنامج آي كارلي.
- سام باكيت (جينيت مكوردي) صديقة كارلي المقربة منذ الطفولة والمقدمة المشاركة لبرنامج آي كارلي.
- سبنسر شاي (جيري تراينور) هو شقيق كارلي وفنان نحتي، يتولى سبنسر رعاية شقيقته كارلي عقب اضطرار والديهما للرحيل نتيجة طبيعة عملهم العسكري.
- غيبي (نواه مانك) هو صديق غريب الأطوار لكارلي وسام وفريدي. ظهر غيبي بدور رئيسي بداية من الموسم الرابع.

### الشخصيات المتكررة
- ماريسا بنسون (ماري شير) هي والدة فريدي بنسون غريبة الأطوار، شديدة الحزم في كل ما يتعلق الصحة والأمان، وتتعامل مع فريدي كفتى صغير.
- تشارلوت (ديينا دل) هي والدة جيبي
- لوبيرت سلاين (جيرمي رولي) هو حارس بوابة المبنى الذي يعيش فيه أبطال المسلسل. تتميز شخصيته بالأطوار الغريبة والثؤلول الكبير بخده. غالبا ما يتم عمل المقالب فيه لعرضها على آي كارلي ضمن «نعبث مع لوبيرت».

## الشخصيات
- كارلى شاى: هي فتاة تبلغ من العمر 20 عامًا، تعيش في مدينة «سياتل» الأمريكية مع أخيها الأكبر «سبنسر»، البالغ من العمر 33 عامًا وفد وجدت طريقها إلى عالم الشهرة والنجومية من خلال تقديم برنامج «آي كارلي» الكوميدي عبر شبكة الإنترنت، وذلك بمساعدة صديقها «فريدي»، وصديقتها «سام» التي تشاركها تقديم البرنام وقدحقق البرنامج شهرة كبيرة، وأصبح له جمهور كبير حول العالم وهي تطرح من خلال البرنامج الكثير من المشكلات، وتحاول تقديم الحلول المناسبة لها وهي كذلك فتاة ذكية هادئة، تتسم برجاحة العقل، كما أنها طالبة مجتهدة ومتفوقة في دراستها.[4]

- فريدوارد «فريدي» بنسون: فريدي جار كارلي ومهووس بالأمور التكنولوجية، بدون خبرة فريدي التكنولوجية سيتوقف موقع آي كارلي كلياً. لحسن الحظ سيبذل كل شيء تقريباً لمساعدة أصدقائه. قد يتشاحن فريدي ويتعارك مع سام من وقت لآخر. لكنه الغراء الذي يبقي خبراء الإنترنت هؤلاء مجتمعين.[5]

- سامانثا «سام» باكيت: صديقة كارلي الأعز سام تقع في المتاعب باستمرار وتمضي الكثير من وقتها في مكتب مدير المدرسة. لكن كارلي تحب كون سام عفوية التصرفات مرحة بجنون والأهم إنها صديقة وفية. أما بالنسبة إلى سام وفريدي الأمر مختلف فهما متخاصمان باستمرار وهذا يحبط كارلي أحياناً لكن يؤمن مادة دسمة للبرنامج. شخصية فريدة وصديقة صدوقة. سام مهمة جداً لموقع آي كارلي وكارلي نفسها.[6]

- غيبي: ما الذي لن نحبه في الشخصية الأكثر غرابة في آي كارلي غيبي غيبسون؟ إنه لطيف ومضحك للغاية ويخلع قميصه دائماً بدون أي سبب! سلوكه الغريب وقوامه القصير والبدين يعرّضان غيبي للتنمر (بالأخص من سام باكيت)، لكن لا تدعوا ذلك يجذعكم لأنه يستطيع الدفاع عن نفسه. نوا مانك يؤدي دور غيبي. ولقد شارك في بطولة برنامجين على نيكولوديان فيكتوريوس وفيغريت أوت وعمل برامج لشبكة ديزني مثل فينياس أند فورب وترو ويزردز ووايفرلي بلايس. كما ن نوا عمل أيضاً إلى جانب دايفد جايمس يليوت في فيلم ذو راينبو ترايب بدور مخيّم مشاغب يدعى راين.[7]
- سبنسر شاي: عندما تم استدعاء والديّ كارلي إلى خارج البلاد. ذهبت كارلي للعيش مع شقيقها البكر سبنسر. فنان طموح وغريب الأطوار. حوّل شقته العليا إلى مشغل ومعرض لمنحوتاته الغريبة. سبنسر غريب العادات ونادراً ما يتصرف بحسب عمره (يرتدي جوارب مضيئة). لكنه يتصرف بمسؤولية عندما تدعو الحاجة. بالإضافة إنه يحضّر شطيرة تاكو بالسباغيتي شهية جداً.[8]

## روابط خارجية
- آي كارلي على موقع IMDb (الإنجليزية)
- آي كارلي على موقع ميتاكريتيك (الإنجليزية)
- آي كارلي على موقع روتن توميتوز (الإنجليزية)
- آي كارلي على موقع نتفليكس (الإنجليزية)
- آي كارلي على موقع كينوبويسك (الروسية)
- آي كارلي على موقع ألو سيني (الفرنسية)
- آي كارلي على موقع قاعدة بيانات الفيلم (الإنجليزية)